# Style Ryumonji
Le style ryūmonji (龍門司焼, ryūmonji-yaki) est un style de céramique japonaise.
Il émerge au Japon au début du XVIIe siècle grâce à des potiers coréens, capturés et ramenés de force au Japon par Toyotomi Hideyoshi au terme de la guerre d'Imjin.
Les objets de style ryūmonji proviennent principalement de la région et de la ville de Kagoshima.

## Histoire
Importé sur l'archipel japonais par dix-sept potiers coréens en 1601, le style s'impose durablement dans la préfecture de Kagoshima. Un seul de ces potiers est passé à la postérité : Hochu[réf. souhaitée], qui va devenir l'un des favoris d'un des généraux de la campagne de Corée, Shimazu Yoshihisa, à Chōsa dans la province d'Osumi (correspondant de nos jours à la ville d'Aira). Hochu fait ainsi pénétrer cette technique qui est ensuite adoptée par les potiers locaux grâce à l'appui du seigneur féodal.
La production des fours de style ryūmonji va se développer, supervisée par la famille Shimazu. Lors de leur vassalisation sous la famille Satsuma, l'ensemble des différents fours du domaine sont modifiés pour s'aligner sur ceux du style ryūmonji. Ainsi les fours de Chōsa, Naeshirogawa, Tateno, Ryūmonji, Sarayama et Hirasa ne forment plus qu'une entité dans la seigneurie[réf. à confirmer].
Les fours de Chōsa produiront la majorité des objets de style ryūmonji. Ces potiers feront évoluer le style de décoration vers ce qui est appelé ryūmonji nishikide (龍門寺焼錦手).
Le style ryūmonji continuera d'évoluer, notamment sous l'impulsion du seigneur féodal Kōno Sen'emon[Qui ?], produisant le style iro satsuma au XIXe siècle,.

## Caractéristiques
Parfois appelé kuro-mon (黒薩摩, litt. satsuma noire), c'est en réalité une approximation. En effet, bien qu'une grande partie des poteries de style ryūmonji soit de couleur noire, certains sont émaillés de bleus, de bruns ou d'ocres.
Les objets possèdent généralement une glaçure de couleur. Et certains incluent le style sansai (三彩, litt. trois couleurs), peau de requin (鮫肌釉, samehadayū).
On distingue ainsi les styles dits vieux Chōsa (古帖佐焼, ko-chōsa-yaki) et moyen ryūmonji (中旧龍門司焼, chūkyū-ryūmonji-yaki). Le premier, le vieux Chōsa, est de style assez grossier, et très largement inspiré du style coréen de céramique. La fabrication en 1614 d'un nouveau four par Hochu marque la transition vers le style moyen ryūmonji, caractérisé par un bien plus grand raffinement, une finesse des motifs, souvent géométriques, et l'apparition d'un semblant de relief.
Il s'agit souvent d'ustensiles destinés à la cérémonie du thé.